# اعتلال الأوعية الدقيقة المخي الشبكي المصحوب بالتكلسات والأكياس
اعتلال الأوعية الدقيقة المخي الشبكي هو اضطراب وراثي نادر يؤثر على أعضاء متعددة. يتميز هذا الاضطراب بظهور التكلسات المترقية واسعة الانتشار، والكيسات وتشوهات المادة البيضاء داخل الدماغ، وتشوهات الأوعية الدموية في شبكية العين. تشمل الميزات الأخرى تحدد النمو داخل الرحم، والولادة المبكرة، وفقر الدم، وقلة العظام، والكسور العظمية، والنزف الهضمي. تحدث هذه المتلازمة نتيجة طفرات مركبة متغايرة الزيجوت في جين CTC1، ولكن لم تعرف الآلية الإمراضية الدقيقة لهذا المرض حتى الآن.
تسمى هذه المتلازمة في بعض الأحيان بمتلازمة كوتس بلاس نسبةً إلى الإصابة العينية الأكثر شيوعًا.

## الأعراض والعلامات

### التظاهرات

#### قبل الولادة
يكون معدل نمو الأجنة بطيئًا داخل الرحم وعادةً ما تكون الولادة مبكرة. قد تحدث بعض الاختلاطات أثناء الحمل كارتفاع ضغط الدم الحملي وما قبل الإرجاج.

#### بعد الولادة
تتظاهر الأعراض والعلامات العينية لدى معظم الأطفال كتبيض الحدقة، والاحمرار، والتهيج، وضعف البصر الناتج عن انفصال الشبكية والزرق. قد يعاني بعض الأطفال من النوبات وفرط التوتر التشنجي. يتراوح وقت ظهور الأعراض منذ الولادة إلى مرحلة المراهقة. يخضع الأطفال الخدج إلى فحص الشبكية للتحقق من اعتلال الشبكية لدى الأطفال الخدج، قد تظهر تشوهات الأوعية الدموية في شبكية العين قبل ظهور الأعراض.

### الدماغ
تختلف الأعراض والعلامات العصبية تبعًا لموقع الإصابة الدماغية، تشمل الأعراض الشائعة الصرع الجزئي، والتشنج غير المتماثل، والرنح، والاختلال المعرفي. قد يرتفع الضغط داخل القحف عند تشكل الكيسات داخل الدماغ. يعاني البعض من الشقيقة.

### العيون
تنمو الأوعية الدموية الدقيقة الشاذة في شبكية العين وتبدو متعرجة ومتوسعة. عادة ما تظهر في قطاع عيني واحد وخاصة في الأجزاء الطرفية والصدغية من الشبكية. تكون جدران الأوعية الدموية ضعيفة وقد تتسرب البلازما الدموية والشحوم إلى داخل الشبكية وتحتها. قد يؤدي ذلك إلى انفصال الشبكية النضحي الذي يسمى في سياق هذه المتلازمة باعتلال الشبكية النضحي. يبدو مكان الانفصال بلون أصفر نظرًا لوجود الشحوم في السائل خلف الشبكية. تشابه هذه الموجودات الإصابة بداء كوتس.
قد تشكل الأوعية الشبكية عقيدات صغيرة على سطح الشبكية تعرف باسم الأورام الوعائية.  يمكن أن تنزف هذه الأورام أو ترتبط بالجسم الزجاجي وقد تسبب انفصال شبكية شدي.

### الجهاز الهضمي
يشيع حدوث النزيف المعوي، ويكون مصدره الأوعية الدموية الصغيرة المتوسعة في الغشاء المخاطي للأمعاء. قد يعاني بعض الأفراد من ارتفاع توتر وريد الباب والفشل الكبدي.

### الدم
يعاني معظم الأطفال المصابون بهذه المتلازمة من فقر الدم، والذي عادة ما يكون كبير الخلايا. يعاني البعض من قلة الصفيحات. يبدي فحص نخاع العظم وجود الأرومات الضخمة وزيادة في تكون الحمر وكبت نقي العظم.

### العظام
تكون العظام الطويلة هشة وقد تحدث الكسور المرضية.

### الجلد والشعر والأظافر
يظهر لدى بعد الأطفال شعر رمادي متناثر، وبقع القهوة بالحليب، وحثل الأظافر.

### تظاهرات عامة
يستمر اضطراب النمو بعد الولادة لدى معظم الأطفال.

## التدبير
تعالج النوبات بالأدوية المضادة للاختلاج. يستخدم التخثير والاستئصال بالتبريد للأوعية الدموية الشاذة داخل الشبكية. يعالج انفصال الشبكية إما باستئصال الزجاجية أو بعج الصلبة. يكون الخيار الأخير هو استئصال العين التام إذا أصيبت بالعمى وكانت مؤلمة. يجأ إلى نقل الدم المتكرر لتدبير فقر الدم، واستئصال الطحال لتدبير نقص الصفيحات.

## الإنذار[15]
تكون الأعراض العصبية مترقية وتؤدي إلى حدوث الشناج الشديد وظهور الأعراض البصلية والرتة خلال عقد من الزمن. يكون مدى العمر أقل من المعتاد، وتحدث الوفاة بين السنتين إلى الثلاثين من العمر تبعًا لشدة الإصابة. يكون سبب الوفاة المباشر هو ذات الرئة والنزيف المعوي المفاجئ، أو خلل الأعضاء المتعدد.
قد يؤدي انفصال الشبكية غير المعالج إلى نقص التروية ونمو أوعية دموية جديدة فوق القزحية وزاوية الغرفة الأمامية للعين، ما يؤدي إلى الزرق الثانوي والساد وفي النهاية العمى.